# آینه ونوس مزرعه‌ای
آینه ونوس مزرعه‌ای (نام علمی: Legousia hybrida) نام یک گونه از سرده آینه ونوس است.